# كارل ديم

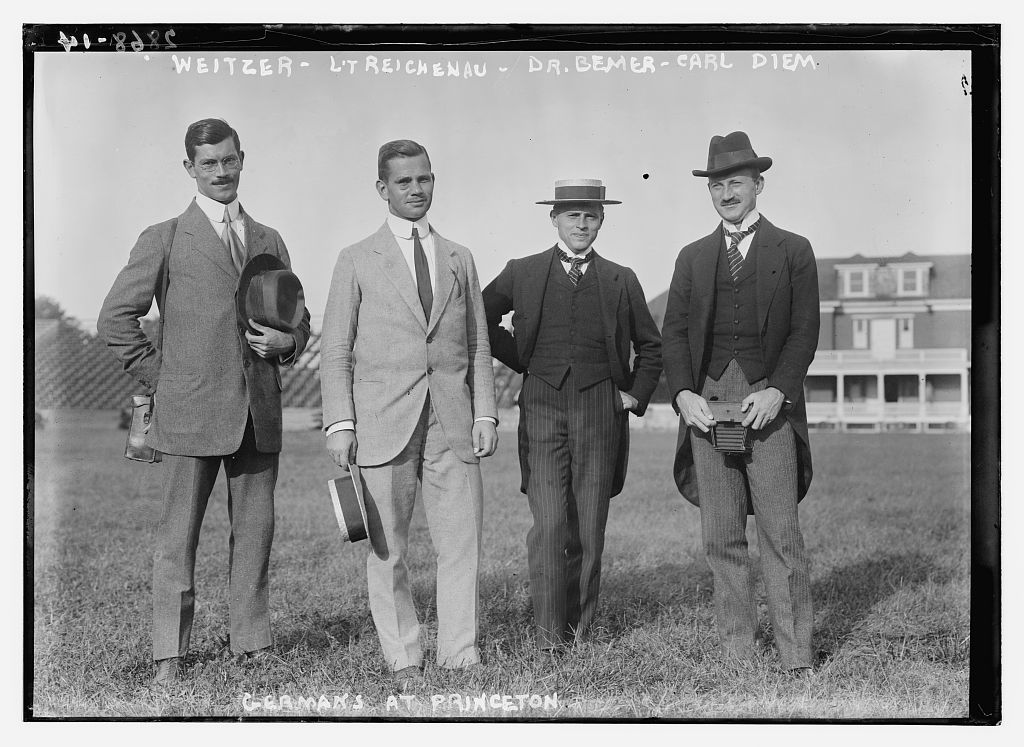
من اليسار إلى اليمين: ويتزر، الملازم ريتشيناو ، الدكتور بيمير، وكارل ديم في عام 1913 في جامعة برينستون

كارل دييم (من مواليد 24 يونيو 1882، فورتسبورغ – 17 ديسمبر 1962، كولونيا) كان مديرا للرياضة الألمانية، وكأمين عام للجنة المنظمة للألعاب الأولمبية في برلين، والمنظم الرئيسي لدورة الألعاب الأولمبية الصيفية لعام 1936. 
لقد ابتكر تقليد تتابع الشعلة الأولمبية عندما قام بتنظيم حدث تراكم عام 1936، وكان مؤرخًا مؤثرًا في الرياضة، وخاصة الألعاب الأولمبية. 

## اولمبياد برلين
أصبح كارل ديم سكرتير المنظمة الرياضية Deutscher Reichsausschuss für Leibesübungen [الإنجليزية] (DRL)، رائد مؤسسة الرابطة الوطنية الاشتراكية للرايخ لممارسة الرياضة البدنية (NSRL)، الجهاز الرياضي للرايخ الثالث. 
في أبريل 1931،  تم اختيار برلين لاستضافة الألعاب الصيفية لعام 1936، وعين ديم أمينًا عامًا للجنة المنظمة. وقد حضر ألعاب عام 1932 في لوس أنجلوس، حيث راقب بعناية استعدادات المدينة المضيفة ومرافقها، والتزم بمقابلة أو تجاوز الإنجازات الأمريكية في برلين بعد أربع سنوات.
أنشأ الدكتور ثيودور ليوالد، رئيس دييم كرئيس للجنة الأولمبية وعضو اللجنة الأولمبية الدولية، لجنة منظمة للألعاب الأولمبية، قبل خمسة أيام من الانتخابات التي أدت إلى انتخاب هتلر مستشارًا جديدًا. صعود أدولف هتلر إلى السلطة في عام 1933 هدد مرة أخرى حلم دييم بأولمبياد برلين: النازية لم تحتضن الرياضة الدولية، ورفض هتلر نفسه الألعاب الأولمبية كمشروع ل«اليهود والماسونيين».
بعد خمسة أيام من أداء اليمين الدستورية للوزراء الجدد، عُين ثيودور ليوالد مع جوزيف غوبلز، وزير الدعاية الجديد. كان ليوالد، وكيل وزارة الخارجية السابق، على اتصال جيد داخل الإدارة بكاملها وقادر على الحصول على تعيين.

## روابط خارجية
- كارل ديم على موقع مونزينجر (الألمانية)
- كارل ديم على موقع أوليمبيديا (الإنجليزية)